# Kid Cudi
Scott Ramon Seguro Mescudi, (n. 30 ianuarie 1984, Cleveland, Ohio, SUA), cunoscut mai bine sub numele sau de scenă Kid Cudi, este un rapper, cântăreț, producător de muzică și actor american. El a început să capteze atenția publicului larg după lansarea compilației sale de debut, „A Kid Named Cudi”.

## Filmografie selectivă
- 2014 Need for Speed (Need for Speed), regia Scott Waugh
- 2021 Nu priviți în sus (Don't Look Up), regia Adam McKay